# Mattia Nazareni
Suora Mattia Nazarei nota come Beata Mattia (Matelica, 1º marzo 1253 – Matelica, 28 dicembre 1320) è stata una monaca cristiana italiana.

## Biografia
Nata nella nobile famiglia Nazarei, i genitori Sibilla e Gualtiero le misero nome Mattia. Contemporanea di Gentile da Matelica, lasciata la casa paterna entrò nel monastero delle clarisse dove divenne badessa. Raggiunta l'età considerata idonea per il matrimonio, i genitori decisero di darla in sposa a un giovane nobile di pari condizione sociale. Venuta a conoscenza di questo progetto, fuggì segretamente al Monastero di Santa Chiara, chiedendo di essere accolta come monaca e di poter vestire l'abito religioso. Al suo arrivo, l'allora badessa del monastero di Amadea, sua parente, rifiutò di accoglierla. 
Mattia, però, non si lasciò scoraggiare: con gesto deciso, tagliò i suoi lunghi capelli, simbolo della sua bellezza, li gettò via e indossò un abito semplice di colore cenere, simile a quello delle monache. Quando il padre venne a sapere della fuga, si infuriò e, in preda al dolore e alla rabbia, si recò al monastero minacciandola e intimandole di tornare a casa. Mattia lo affrontò con maturità e con parole così efficaci e persuasive da calmarlo. Non solo riuscì a placarlo ma lo convinse ad approvare la sua scelta di dedicarsi alla vita religiosa. Alla fine, il padre accettò la sua decisione e la sostenne, permettendole di prendere ufficialmente l'abito monastico. 
Dopo l'anno di noviziato richiesto dalla regola, Mattia emise la sua solenne professione di fede nelle mani del vescovo di Camerino. La sua dedizione alla vita monastica e le sue virtù straordinarie la portarono rapidamente a essere riconosciuta come esempio di santità. Alla morte della badessa, le monache del monastero, con consenso unanime, elessero Mattia come nuova badessa, nonostante lei non desiderasse assumere tale incarico. Nel suo ruolo, tuttavia, dimostrò grande capacità di gestione e prudenza, offrendo conforto e guida spirituale alle sue consorelle. 
La santità di Suor Mattia si manifestò non solo durante la sua vita, ma anche dopo la sua morte. Numerosi miracoli furono attribuiti alla sua intercessione: guarigioni, il recupero della vista da parte di ciechi, il ritorno dell’udito per i sordi e la liberazione da varie malattie per coloro che si rivolgevano a lei con fede e devozione. Suor Mattia visse, morì e fu sepolta nel Monastero di Santa Chiara a Matelica. In seguito, il monastero fu ribattezzato in suo onore come Monastero e Chiesa di Santa Maria Maddalena o della Beata Mattia. La sua memoria è celebrata per l’eccezionale fede e dedizione alla vita religiosa, e i miracoli attribuiti alla sua intercessione testimoniano la grazia divina operante attraverso di lei.
La controversia sulla regola professata dalle prime Clarisse si agitò sul finire del XVII secolo, coinvolgendo non solo la regola e l'indole dell'istituto, ma anche la figura stessa di Santa Chiara, che veniva attribuita all'uno o all'altro Ordine a seconda delle conclusioni. La disputa si accese in modo particolare a Matelica, riguardando la regola professata dalla Beata Mattia de' Nazarei. L'arciprete di Matelica, Camillo Acquacotta, fu il primo a intervenire con una relazione storica sull'asportazione del corpo della Beata Mattia da Matelica a Macerata, avvenuta il 5 ottobre 1811, e sulla sua restituzione il 31 dicembre dello stesso anno, fino al ricollocamento nel suo sepolcro il 30 aprile 1812. A questa pubblicazione rispose un anonimo, successivamente identificato come il frate minorita Girolamo Ramadori, con una dissertazione storico-critica sull'istituto professato dalla Beata Mattia nel monastero di Santa Maria Maddalena di Matelica, stampata a Camerino dalla tipografia Gori, anch'essa nel 1816. Nel 1828 Camillo Acquacotta replicò con una nuova dissertazione storica pubblicata a Fabriano dalla tipografia Crocetti. Non tardò ad arrivare una confutazione del Ramadori, stampata nel 1831 a Fermo dalla tipografia arcivescovile.

## Culto

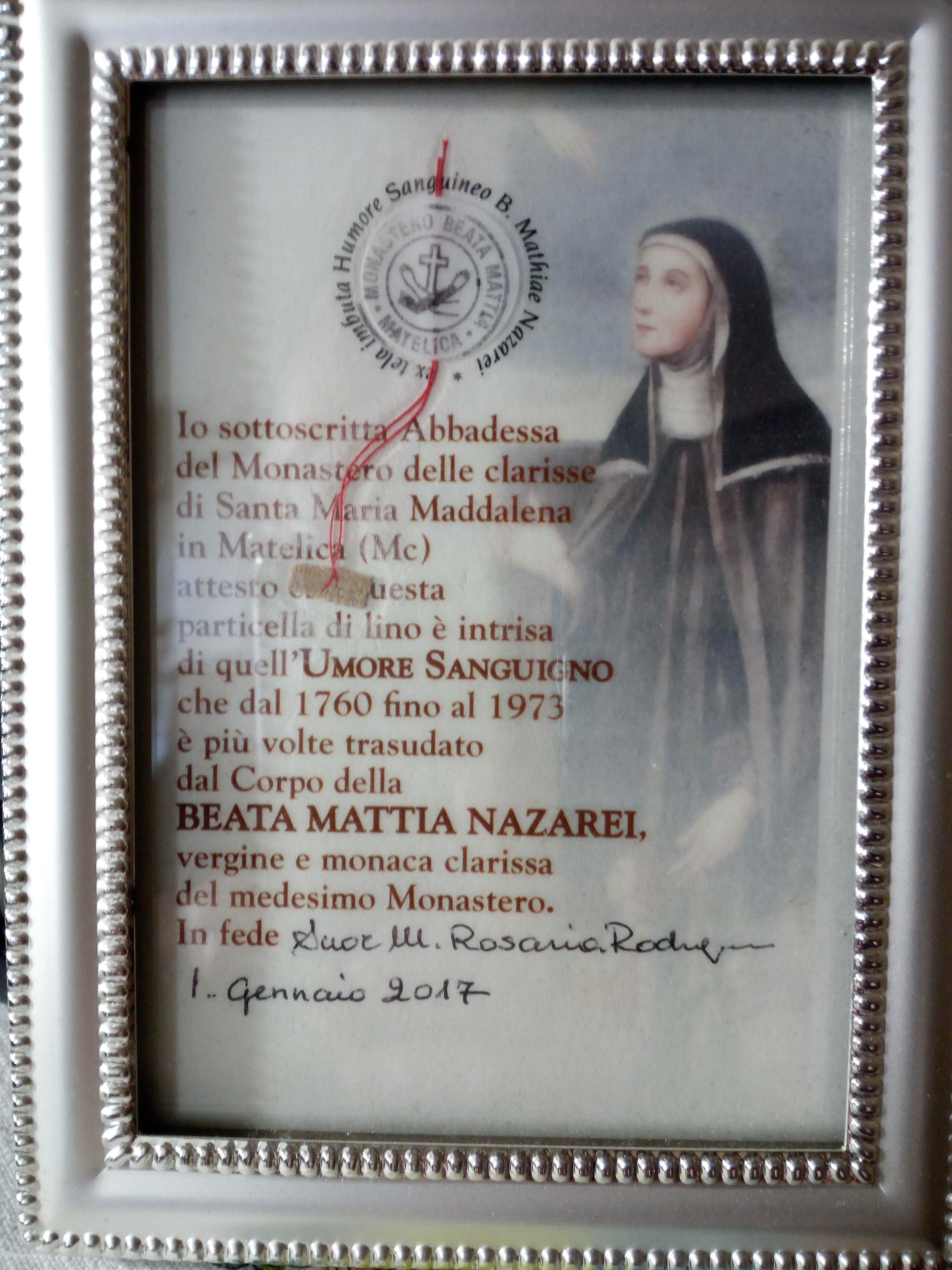
Reliquia Beata Mattia Nazareni, consistente in frammento di lino imbevuto dell'umore sanguigno trasudato dal corpo della Beata a più riprese dal 1760 fino al 1973

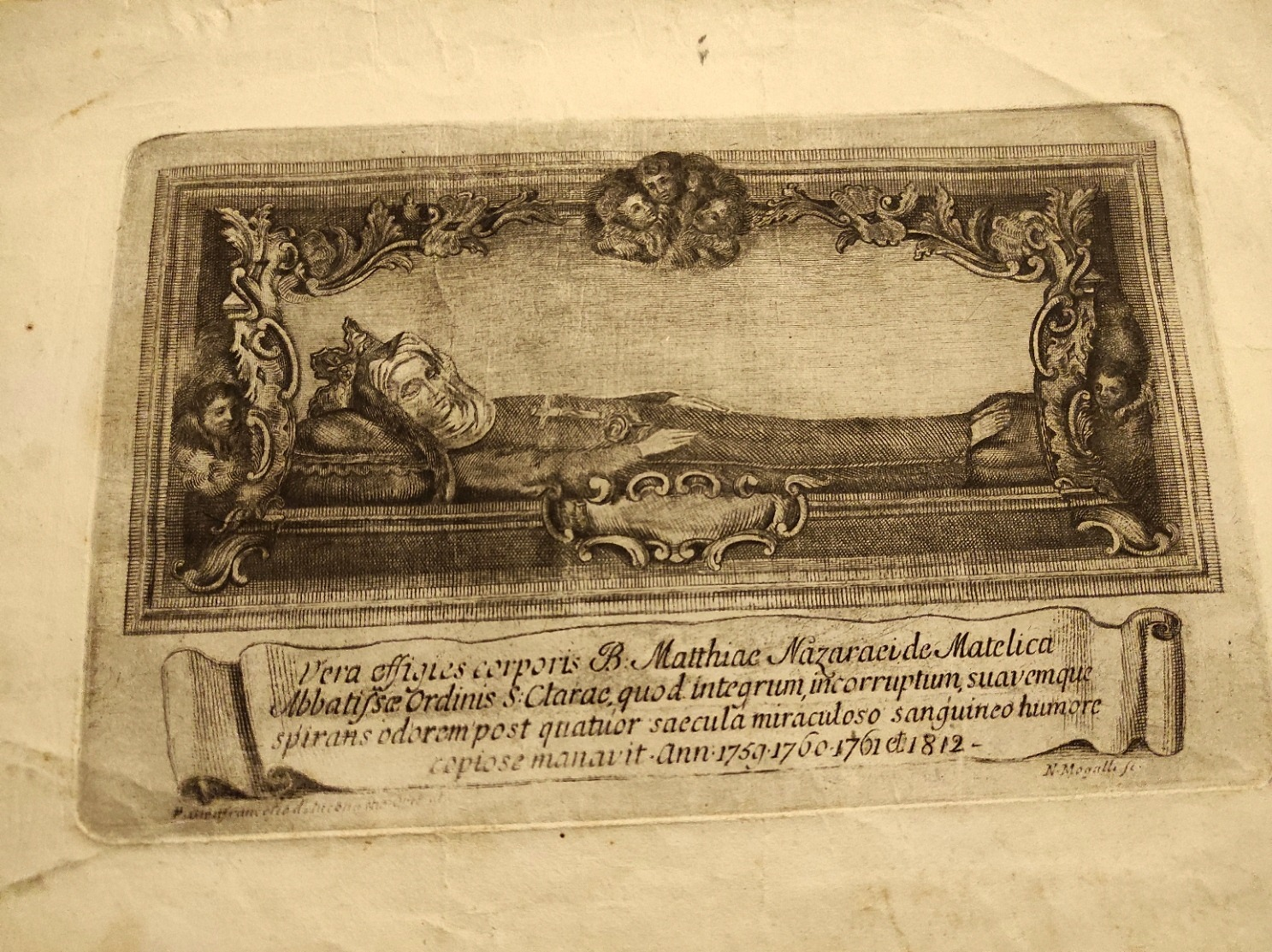
Antica Stampa sul culto del corpo di Beata Mattia Nazareni

Venerata da secoli fu beatificata dal papa Clemente XIII il 27 luglio 1765 mentre Pio VI nel 1795 accordò delle letture proprie. Il corpo dopo ben tre traslazioni è conservato nel monastero delle clarisse di Matelica dove è venerato dai cittadini. Il 19 marzo del 1991 san papa Giovanni Paolo II visitò il santuario e venerò il suo corpo mentre dal 2001 al 2024 vi visse la clarissa suor Chiara Augusta Lainati.

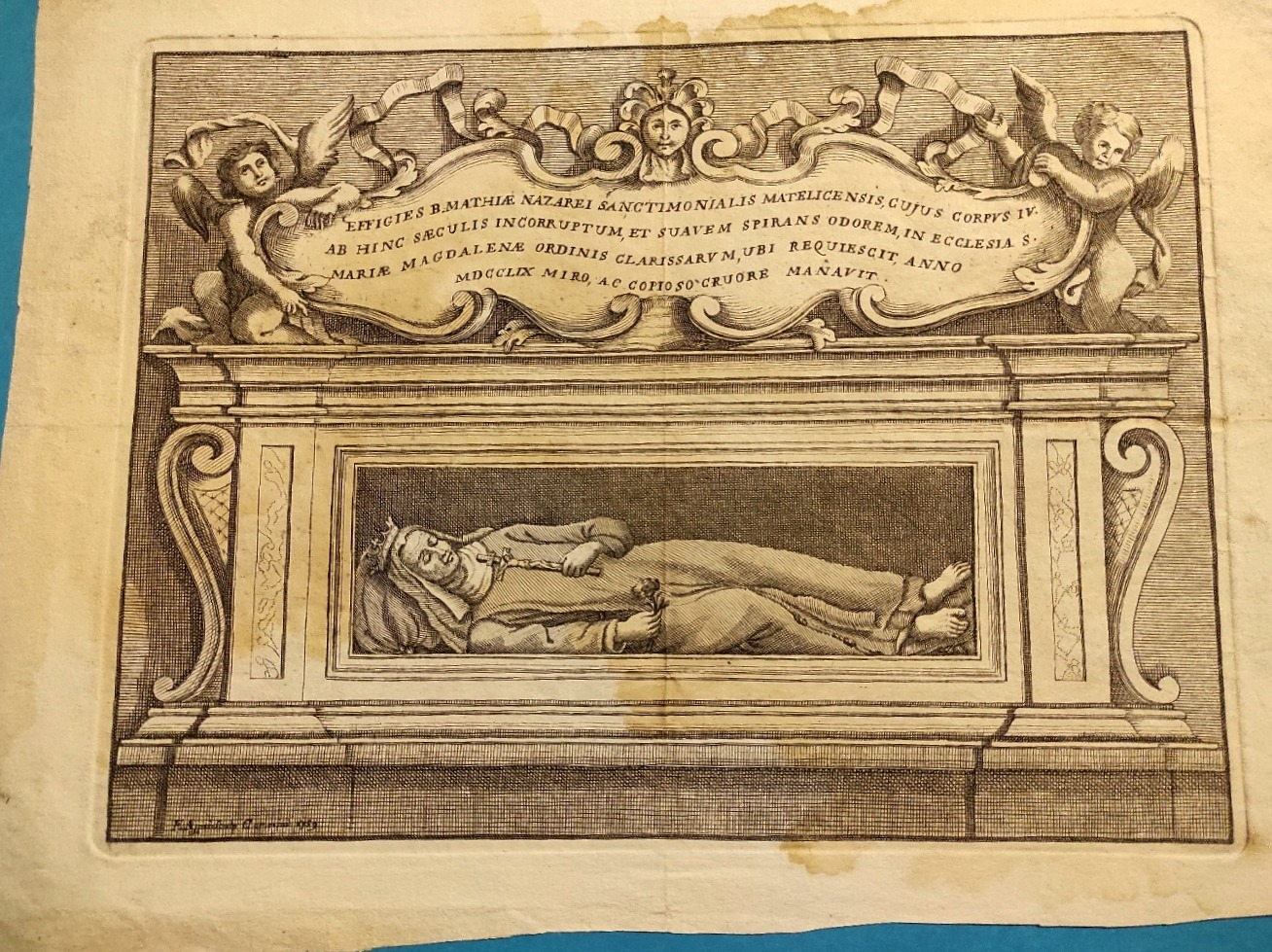
Antica Stampa sul culto del corpo di Beata Mattia Nazareni